# Cheilanthes vellea
Cheilanthes vellea là một loài thực vật có mạch trong họ Adiantaceae. Loài này được (Aiton) Domin miêu tả khoa học đầu tiên năm 1913.